# Rubén Ruiz Díaz
Rubén Martín Ruiz Díaz Romero (Asunción, 1969. november 11. –) paraguayi labdarúgókapus.
A paraguayi válogatott színeiben részt vett az 1992. évi nyári olimpiai játékokon és az 1998-as labdarúgó-világbajnokságon.